# John Bosco Manat Chuabsamai
John Bosco Manat Chuabsamai (en tailandés, มนัส จวบสมัย; Bang Nok Khwaek, 31 de octubre de 1935 – 20 de octubre de 2011) fue un obispo católico tailandés de la Ratchaburi de 1986 a 2003.

## Biografía
Manat estudió filosofía y teología en Madras, India, y fue ordenado sacerdote el 10 de mayo de 1961. Después de la ordenación, Trabajó en puestos parroquiales, escolares y de seminario en la diócesis de Ratchaburi. En 1976/77, estudió en la Universidad Católica de América en Washington D. C. donde obtudo el máster en filosofía. Dio clases de fiolosofía en el seminario Lux Mundi, el único seminario mayor de Tailandia. En 1984 se convirtió en rector del seminario.
El 25 de noviembre de 1985 Manat fue designado obispo de Ratchaburi en sustitución de Joseph Ek Thabping. El 6 de enero de 1986 fue consagrado obispo por el Papa Juan Pablo II en Roma.
En mayo de 1993 durante la visita en Manila, Manat entró en contacto con la Fraternidad Sacerdotal San Pío X. En abril de 2000 se reunió con el Superior General de la Sociedad, el obispo Bernard Fellay. En 2001 visitó muchas de las capillas de la Fraternidad de los Estados Unidos. Renunció al cargo de obispo de Ratchaburi el 24 de julio de 2003.